# Paseo de Yeserías
El paseo de Yeserías se encuentra en el distrito de Arganzuela en Madrid (España). Transcurre entre la glorieta de las Pirámides y el cruce con el paseo de Santa María de la Cabeza, separada del río Manzanares por el antiguo parque de la Arganzuela (integrado actualmente en Madrid Río). Debe su nombre a las yeserías (fábricas de yeso) que había en la zona.

## Historia
Ya en planos del siglo XVIII aparece un paseo arbolado aguas abajo del Puente de Toledo y situado a la izquierda del canal del Manzanares. Aunque otros planos (como el de Estado Mayor de 1837) no lo muestran, sí que aparece ya en planos de 1856 y 1866. Inicialmente se le dio el nombre de paseo del Cristo de las Injurias (dándose la circunstancia de que en este lugar estuvo el llamado ‘barrio de las Injurias’). Posteriormente, esta denominación solo hacía referencia al tramo de la calle entre la glorieta de las Pirámides y la calle de Carmen Cobeña, en tanto que el resto de los tramos del paseo se conocía como camino de las Yeserías del Canal. El trazado actual adquirió el nombre de Paseo de Yeserías en 1860.

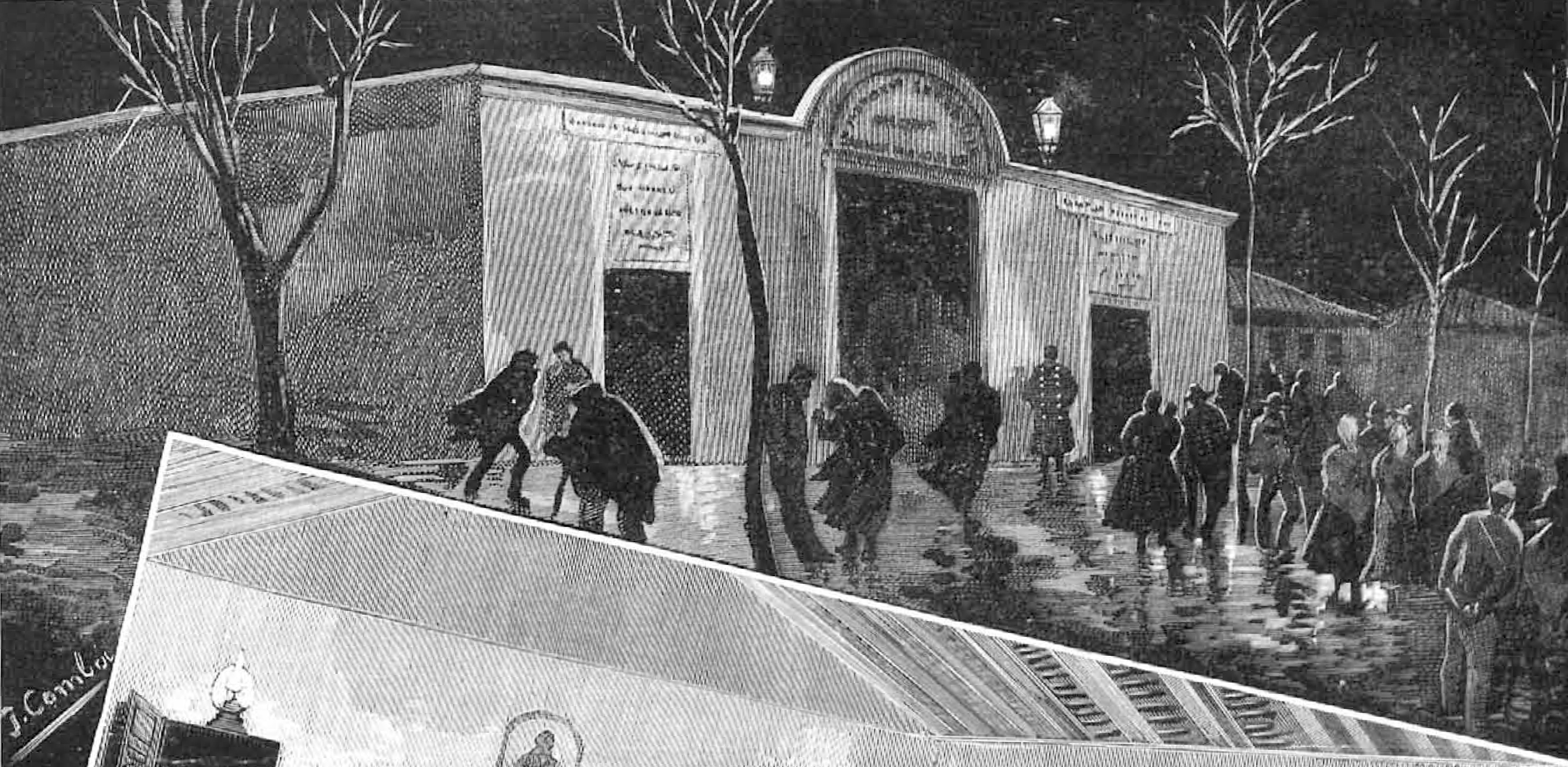
Asilo de San Luis y Santa Cristina en 1887

En 1886, Manuel María de Santa Ana, dueño de La Correspondencia de España, fundó en el Paseo de Yeserías el asilo de San Luis y Santa Cristina, como refugio de mendigos. Más tarde el asilo pasó al ayuntamiento, siendo popularmente conocido como asilo de Yeserías. Desapareció a finales de la década de 1930.
Hasta 1974, el Paseo finalizaba en la plaza de la Condesa de Pardo Bazán, que se situaba en la confluencia de los paseos de Yeserías, Chopera y Santa María de la Cabeza. Con la construcción del nuevo Puente de Praga, que salvaba el desnivel del río y su ribera con un paso elevado desde el Paseo de Santa María de la Cabeza, la plaza desapareció.
En el 2019 se estrena una vía ciclista que recorre el paseo en su totalidad.